# Vlag van Milwaukee

Vlag van Milwaukee

De vlag van Milwaukee werd officieel aangenomen in 1955 als de vlag van de Amerikaanse stad Milwaukee. Het toont symbolen van Milwaukee op een middenblauwe achtergrond. In het midden staat een tandwiel dat de industrie voorstelt en symbolen van de geschiedenis van Milwaukee: een indianenhoofd dat de Indiaanse oorsprong voorstelt en de vlag van Milwaukee uit de Burgeroorlog. Daaronder staat het stadhuis van Milwaukee, dat de regering voorstelt en wordt geflankeerd door een kerk, een fabriek en het County Stadium. De gouden gerststengel links staat voor de brouwgeschiedenis van Milwaukee en het rode schip met water symboliseert de status van Milwaukee als havenstad.
De symbolen op de vlag waren in het midden van de 20e eeuw veelgebruikte symbolen voor industrie, productie en landbouw.

## The People's Flag of Milwaukee

"Sunrise Over the Lake" door Robert Lenz, winnaar van het 2016 People's Flag of Milwaukee ontwerpinitiatief.

In 2015, als reactie op negatieve media-aandacht naar aanleiding van een aflevering van 99% Invisible, werkte een grafisch ontwerper samen met Greater Together, een aan het American Institute of Graphic Arts gelieerde non-profit organisatie, om een vlaggenwedstrijd uit te schrijven onder de naam "The People's Flag of Milwaukee". Het publiek diende 1.006 inzendingen in, waaruit in 2016 vijf finalisten werden gekozen. In een online-enquête onder meer dan 6.000 mensen kreeg een ontwerp met de naam "Sunrise Over the Lake" de hoogste waardering van de vijf. Het ontwerp van de vlag wordt als volgt beschreven:
De opkomende zon boven het Michiganmeer symboliseert een nieuwe dag. De lichtblauwe balken in de weerspiegeling staan voor de drie rivieren en de drie steden die de stad hebben gesticht. Goud staat voor onze brouwgeschiedenis en wit symboliseert eenheid.
Het ontwerp uit 2016 is nog niet officieel goedgekeurd door het stadsbestuur.